# Christian Thiemann
Christian Thiemann (* 1979 in Ahlen) ist ein deutscher Rechtswissenschaftler und Professor für Öffentliches Recht, Europarecht, Finanz- und Steuerrecht an der Johannes Gutenberg-Universität Mainz.

## Leben
Thiemann studierte von 1999 bis 2004 Rechtswissenschaften an den Universitäten Passau und Münster, wobei er 2004 die erste Juristische Staatsprüfung ablegte. Im Anschluss daran arbeitete er von 2005 bis 2007 am Freiherr-vom-Stein-Institut in Münster als wissenschaftlicher Referent. Darauf folgend begann er das juristische Referendariat im Oberlandesgerichtsbezirk Hamm, wobei währenddessen 2008 Promoviert wurde. Im Jahre 2009 beendete er das Referendariat mit Ablegung der zweiten juristischen Staatsprüfung.
Von 2009 bis 2011 war er dann wissenschaftlicher Mitarbeiter des Bundesverfassungsgerichts. Nach der zweiten juristischen Staatsprüfung 2009 und der Habilitation 2016 durch die Juristische Fakultät der Universität Passau (Erteilung der Lehrbefugnis für die Fachgebiete Öffentliches Recht, Finanz- und Steuerrecht sowie Öffentliches Wirtschaftsrecht) ist er seit April 2017 Inhaber des Lehrstuhls für Öffentliches Recht, Europarecht, Finanz- und Steuerrecht an der Johannes Gutenberg-Universität Mainz.
Sein inhaltlicher Forschungsschwerpunkt und der Schwerpunkt in der Lehre an seinem Lehrstuhl liegt insbesondere im Steuerrecht. Am Max-Planck-Institut für Steuerrecht und Öffentliche Finanzen in München hielt er beispielsweise im Jahr 2021 einen Gastvortrag zum Thema Verfassungs- und unionsrechtliche Zukunftsfragen des steuerlichen Leistungsfähigkeitsprinzips in einem anderen Vortrag auf dem Steuerrechtliches Symposion an der Universität Heidelberg im Jahr 2019 trug er zum Thema Konkretisierung unbestimmter Rechtsbegriffe im Steuerrecht vor.

## Schriften (Auswahl)
Monographien
- gem. m. Rainer Wernsmann: Grundkurs Steuerrecht. Verlag C. H. Beck, München 2025, ISBN 978-3-406-64587-7.
- Verluste im Steuerrecht. Verfassungs- und unionsrechtliche Bedingungen legislativer Gestaltung. Mohr Siebeck Verlag, Tübingen 2020, ISBN 978-3-16-154966-3.
- Rechtsprobleme der Marke Sparkasse. Kohlhammer Verlag, Stuttgart 2008, ISBN 978-3-555-01451-7.

Übersetzung
- gem. m. Martin Treiber und Arne Kesting: Traffic flow dynamics : data, models and simulation. Springer, Heidelberg 2013, ISBN 978-3-642-32459-8.